# Capital Terre

Capital Terre est une émission de télévision française affiliée à Capital, diffusé par M6 et présenté par Guy Lagache de 2010 à 2011, et de 2012 à 2013 par Thomas Sotto qui se centre sur des problématiques économiques et écologiques.

## Sujets des émissions diffusées
- Comment tous se nourrir sans détruire la planète (mercredi 24 mars 2010),
- J'achète je jette : comment consommer sans piller la planète (mercredi 16 février 2011),
- Comment vivre sans pétrole (mercredi 7 septembre 2011),
- Se loger mieux et plus écolo : enquête sur la maison idéale (dimanche 29 avril 2012).
- Quelle eau buvons-nous vraiment ? (dimanche 19 mai 2013).